# Ivan Nikolajevič Gorožankin
Ivan Nikolajevič Gorožankin (rusky Иван Николаевич Горожанкин, anglicky Ivan Nikolaevich Gorozhankin; 28. srpna 1848 Voroněž – 20. listopadu 1904 Moskva) byl ruský botanik.

## Životopis
Narodil v Carském Rusku 28. srpna (16. dle juliánského kalendáře) 1848 ve Voroněži. Vystudoval v roce 1871 v Moskvě na tehdejší Carské universitě, kde obhájil docenturu roku 1875 a stal se tamtéž v průběhu roku 1881 profesorem. Počínaje rokem 1874 byl v čele katedry botaniky. V létech 1876 až 1902 byl současně ředitelem universitní botanické zahrady; byl také správcem rozsáhlého herbáře, který v této době byl základní pomůckou pro taxonomii rostlin. Zemřel roku 1904 ve věku 56 let.

## Vědecký přínos
Byl v ruské botanice zakladatelem srovnávací embryologie a významným morfologem. Studoval a popsal způsob oplodnění nahosemenných rostlin, jejich zárodečníky a pylové láčky. U zelených řas sledoval vývoj pohlavního rozmnožování, isogamety a oogamety. Přispěl k vymezení botaniky jako obecné disciplíny, zabýval se studiem zaměřeným na výzkum semenných rostlin, hub a řas, na fyziologii rostlin a rostlinnou geografii. Historiky je dále kladně hodnocen za zásluhy o rozšíření university, botanické zahrady i herbáře, který se díky němu stal světově proslulým.
Zachovala se jeho magisterská práce "Генезис в типе пальмелевидных водорослей" a doktorská práce "О кирнаскулах у хвойных растений".
Je autorem také několika botanických taxonů.
- Např. (Cycadidae), (Equisetidae), (Gnetidae), (Ginkgoales), (Piceaceae), (Chlamydomonas braunii), (Ch. debaryana), (Ch. ehrenbergii), (Ch. pertyi), (Ch. steinii), atd.[2]